# Tynset
Tynset est une municipalité située dans le comté d'Innlandet, en Norvège. Tynset est le centre de la région Nort-Østerdalen dans ce même comté de Hedmark et possède une population de 5 400 habitants.

## Géographie

### Voies de communication et transports
Tynset peut facilement être atteinte par le rail, la route et l'avion. La route rv3 est l'itinéraire le plus court entre Oslo et Trondheim et passe par Tynset.
La route Rondevegen relie Tynset à Lillehammer et à Røros et continue vers la Suède. La Rv30 passant par Rendalen continue également vers la Suède. La ligne ferroviaire de la Rørosbanen relie quant à elle Tynset à Oslo et à Trondheim, après l'embranchement à Hamar et/ou à Støren. L'aéroport de Røros, 55 km plus loin, fait partie du réseau national. Les petits avions peuvent également employer l'aéroport. Tynset est encadrée dans le comté d'Hedmark sur le nord-est près de Tolga, dans le sud près de Rendalen et Alvdal, et dans l'ouest près de Folldal et Oppdal.

## Économie
Avec sa population de 5 400 habitants, Tynset est le centre de la région du Nort-Østerdalen.Elle est une ville d'affaires et possède un centre commercial moderne ainsi qu'une grande variété d'activités économiques. L'agriculture et la sylviculture se font toujours de manière traditionnelle mais l'administration municipale et le secteur tertiaire tel que l'industrie en ordinateurs, la loi, les finances et la construction jouent un rôle croissant. Tynset a la plupart des fonctions d'un centre régional en raison de ses écoles et l'hôpital et plusieurs des services intermunicipaaux de la région ont été naturellement placés dans Tynset : le centre de famille, centre pour la psychologie etc. d'école.
Tynset produit la forme norvégienne traditionnelle du kicker, sorte de luge avec dossier. Deux versions sont produites : Rappen et Tarzan. Le plus grand pulseur du monde domine la place de Tynset - quatre fois grandeur nature. Tynset est également employée pour produire du latex, des trolls en souvenirs. La production s'est maintenant déplacée à l'étranger. Mais un troll géant, bien que laid, surveille toujours Tynset.

## Culture et sport
Tynset a une vie culturelle riche avec une gamme énorme d'organismes dans les sports, la musique, le drame, les arts et le travail de la jeunesse.
Quand le centre pour les arts (kulturhuset) a été ouvert en 1988, Tynset a inscrit une nouvelle ère et le centre est devenu une un point culturel important pour la population de Tynset et du Nord-Østerdalen. Le centre loge des concerts, des jeux, des cinémas, une bibliothèque, l'exposition d'art, les répétitions, les réunions, les conférences et les festivals - et possède également un café (établissement) où les gens se réunissent officieusement.
La première salle de gymnastique de Tynset (Tynsethallen) a été construite en 1986. Puis, en 1996, une deuxième salle de gymnastique (Holmenhallen) a été ouverte. Une piscine et un plus petit hall de gymnastique dans le bâtiment la reliant complète un ensemble d'équipements de sports, que peu de municipalités de la taille de Tynset peuvent égaler.
Tynset est connue pour ses vastes secteurs de forêt et de montagnes, qui sont idéaux pour la pratique du ski, de la marche, du cycle, de la chasse et de la pêche. Dans beaucoup de secteurs il y a des chemins et des voies de ski sont labourées en hiver.

## Personnalités liées à la commune
- Bjørnstjerne Bjørnson écrivain, Prix Nobel de littérature 1903
- Arne Garborg, écrivain
- Hulda Garborg, écrivaine